# Vârful Arpașul Mic, Munții Făgăraș
Arpașul Mic este un vârf muntos situat în Masivul Făgăraș, care are altitudinea de 2.460 metri. Accesul pe vârf este recomandat doar turiștilor bine echipați și pregătiți. Poteca turistică marcată ocolește vârful pe poala lui nord-estică.

## Accesibilitate
Pentru vârful Arpașul Mic nu există un traseu marcat, dar se poate accesa pe mai multe căi. Cea mai scurtă cale, dar nu cea mai simplă, este pornind de la refugiul Fereastra Zmeilor, amplasat sub trecătoarea „Trei Pași de Moarte”.
De acolo, pleacă o muchie semi-tehnică, gradul 1A în alpinism, pe porțiunea de început și final fiind necesar a se folosi și mâinile pentru cățărare.
Cea mai simplă cale pleacă la vest de monumentul Nerlinger.

## Caracteristici generale
Vârful se prezintă ca o creastă fragmentată, zimțată, cu friabilități specifică zonelor cu stânci de tipul șisturilor cristaline.

## Galerie foto

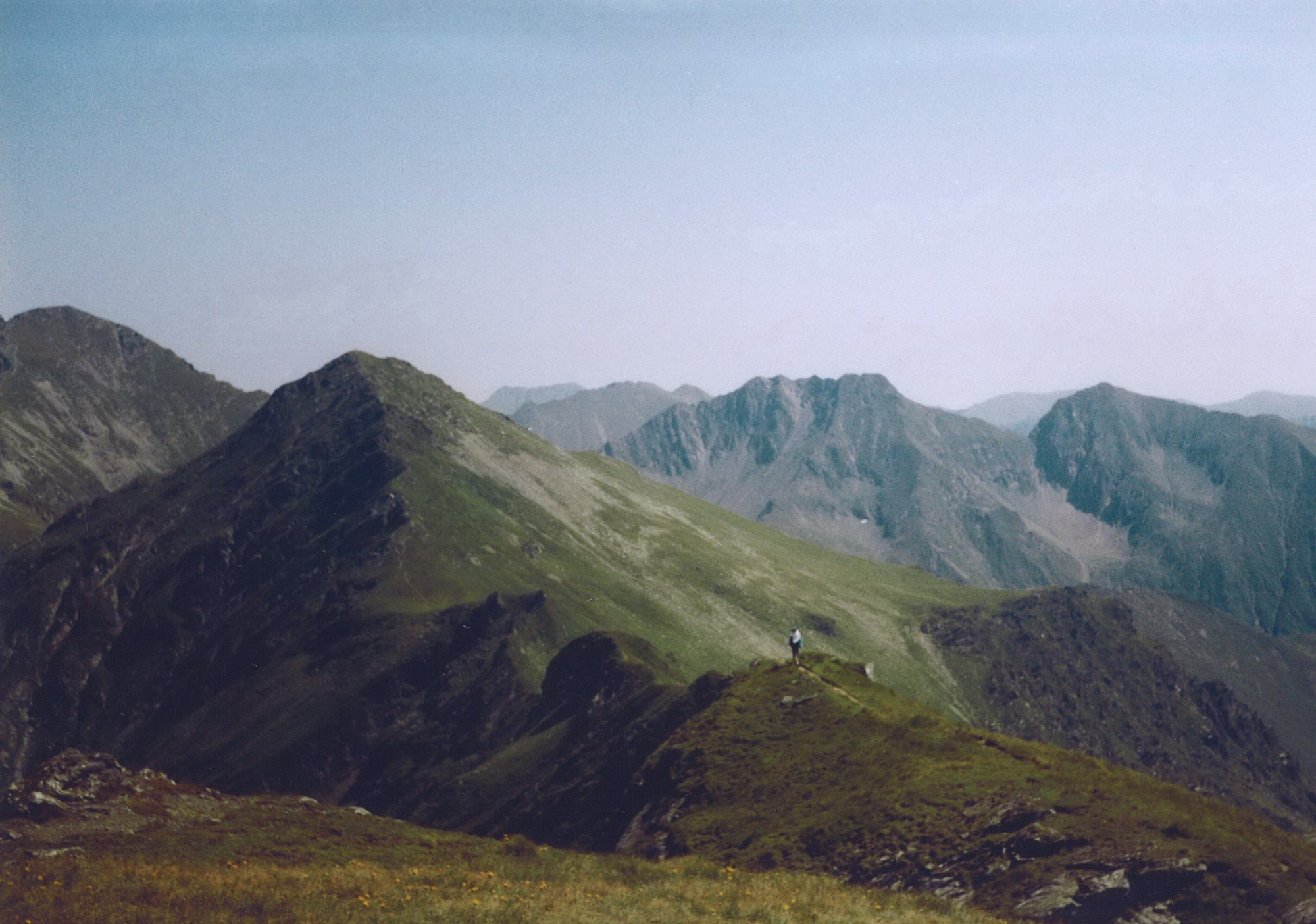
Vârful Arpașul Mic (plan secund - centru)
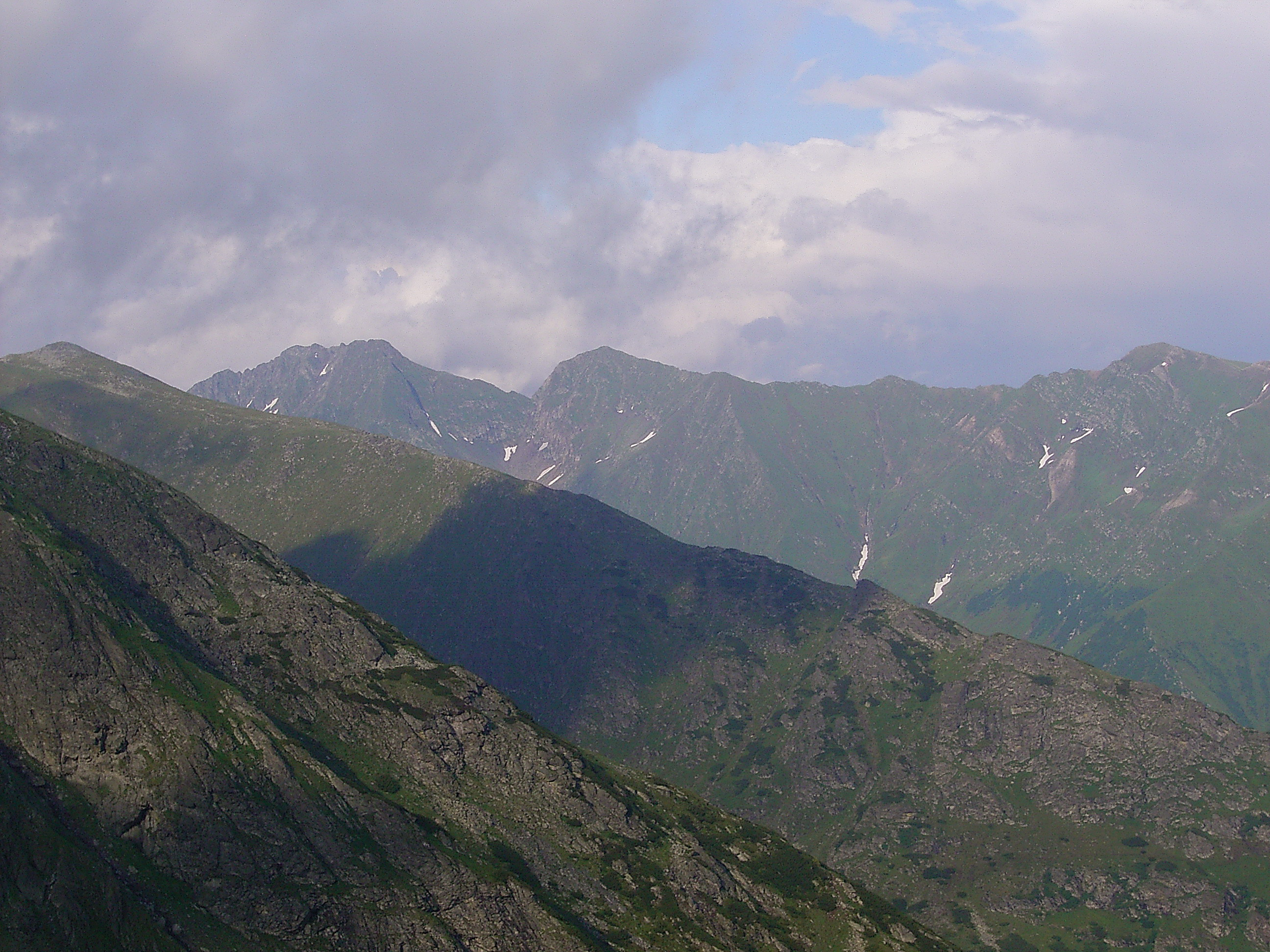
Vârful Arpașul Mic (stânga)